# Boom Beach
Boom Beach è un videogioco di strategia della Supercell pubblicato il 26 marzo 2014. Nel marzo 2022 la Supercell annuncia che con i prossimi aggiornamenti il gioco verrà rimosso dalla Russia e dalla Bielorussia.
Il gioco consiste nello sviluppare un villaggio, costruendo principalmente edifici di produzione risorse, edifici di immagazzinamento risorse ed edifici difensivi. Contemporaneamente, è possibile costruire una flotta navale d'attacco, con il fine di attaccare villaggi adiacenti e basi avversarie generate automaticamente dal sistema. Ogni attacco a buon fine frutta risorse, pietre poderose, libera gli abitanti sottomessi e comporta un afflusso d'oro alla base ogni ora da ciascun villaggio, fino a che resterà libero. Il gioco permette all'inizio di attaccare solo villaggi sottomessi dalla Guardia Nera, il nemico principale di ogni giocatore (questi villaggi, quindi, sono posseduti dal "gioco", fino alla loro liberazione). Avanzando con i livelli, invece, si incontreranno villaggi nemici posseduti da mercenari della Guardia Nera, che altro non sono che giocatori umani avversari.

## Inizio
Il gioco inizia con un breve tutorial sulle azioni possibili: prelevare risorse, costruire edifici e migliorarli, attaccare gli avversari, guadagnare punti esperienza. Le risorse permettono di costruire gli edifici difensivi e la flotta navale, mediante l'addestramento di truppe volte all'attacco. Edifici e truppe hanno un livello: più sale, più aumentano di resistenza e potenza.

## Risorse
Il gioco si basa sulla conversione delle risorse in edifici e truppe, col fine di migliorare il proprio villaggio e la capacità di attacco dei soldati. Le uniche risorse disponibili all'inizio del gioco sono l'oro, i diamanti ed il legname.
- Oro: valuta fondamentale del gioco, ottenibile riscuotendo l'affitto delle abitazioni e vincendo gli attacchi alle isole dell'arcipelago. L'oro ha molte funzioni: addestrare soldati o potenziare gli stessi e l'artiglieria, immergersi con il sottomarino o esplorare la mappa, solo per citarne alcune. Va infine rilevato come vi siano apposite statue installabili sulla propria isola che potenziano la produzione di questo metallo.

Un villaggio liberato, cioè sconfitta la Guardia Nera, produce oro, che viene inviato alla base del giocatore.
- Diamanti: sono la risorsa più preziosa, utili per velocizzare la costruzione di un edificio o acquistare le risorse mancanti per la stessa. Attualmente all'interno del gioco, non vi sono oggetti esclusivamente acquistabili con diamanti. Tali gemme possono essere "trovate" in bauli che sovente compaiono lungo l'arcipelago, la quantità di diamanti che esse contengono è casuale: da un minimo di due a ben ventuno. I diamanti possono essere acquistati dall'applicazione con denaro reale. È altresì possibile ottenere diamanti completando obiettivi, o come ricompensa giornaliera in quantità proporzionale ai Punti Vittoria massimi ottenuti nelle ventiquattro ore precedenti.

In seguito con l'espressione "risorse da costruzione" si farà riferimento ai soli legno, pietra e ferro.
- Legna: è la risorsa base nella costruzione e rafforzamento degli edifici. Come l'oro, la pietra ed il ferro, è ottenibile vincendo le battaglie condotte sulle isole nemiche. È possibile costruire una segheria sulla propria isola che produce legna, in quantità proporzionali al livello di sviluppo della stessa. Ugualmente alle altre materie prime ad eccezione dei diamanti, possono essere posizionate statue, sulla propria isola, incrementanti la produzione oraria di una singola risorsa o di tutte e quattro.

Infine un'ulteriore entrata di legname è data dalle basi di risorse disseminate lungo l'arcipelago, le quali una volta conquistate inviano al villaggio del giocatore una quantità definita di assi di legno. La quantità oraria prodotta varia a seconda del tipo di base.
- Pietra: una risorsa di costruzione di medio livello. Utile nella costruzione e potenziamento di edifici è ottenibile dalla cava, dalle basi di risorse e dalle conquiste, in maniera analoga a quando scritto per la legna.

La pietra non è disponibile all'inizio del gioco.
- Ferro: la più pregiata risorsa da costruzione, ha le medesime funzioni delle suddette ed anche i metodi di approvvigionamento non differiscono. È possibile costruire una miniera che permette la produzione di lingotti in quantità variabile a seconda del livello della stessa.

Il ferro non è disponibile all'inizio del gioco. 
Va infine precisato come sia possibile ottenere risorse da costruzione e diamanti con le immersioni con l'eventuale sottomarino pagando oro. I costi di un'immersione aumentano con la molteplicità del valore delle ricompense.
Stoccaggio: in generale tutte le risorse da costruzione e l'oro sono stoccate in magazzini, i quali possono contenere un numero limitato di assi, pietre, monete o lingotti. Una volta riempiti i magazzini di una determinata risorsa non è possibile immagazzinarne ancora, finché non si potenziano o si procede a svuotarli. Anche la segheria, cava, miniera e abitazioni hanno una quantità, a seconda del livello, di risorse che possono mantenere all'interno. Ciò significa che può intercorrere del tempo tra una raccolta e l'altra di materiale, tuttavia se non vengono svuotate esse prima o poi si satureranno e non produrranno più materiale finché non saranno liberate. Lo stesso vale per le imbarcazioni che trasportano risorse dalle basi: non possono caricare più di una certa quantità di merce e se non svuotate si saturano.
Discorso totalmente diverso va fatto per i  diamanti, i quali non hanno alcun magazzino sull'isola ne possono essere sottratti al giocatore. Essi infatti sono 'monete' a parte, che vengono accumulate in un borsellino indipendente dal livello, dalla mappa e dagli attacchi che il giocatore subisce. In quanto acquistabili con euro, essi non sono sottraibili in alcun modo.